# Чемодуров, Терентий Иванович
Терентий Иванович Чемодуров — камердинер Николая II с 1 (14) декабря 1908 года, добровольно последовал за царской семьей в ссылку, сопровождал Государя при переводе его из Тобольска в Екатеринбург. Находился в доме Ипатьева до 11 (24) мая 1918 года, откуда по болезни был удалён и заключён в тюремную больницу Екатеринбурга. Считается, что в тюрьме был забыт чекистами и 25 июля 1918 года освобождён занявшими Екатеринбург чехословаками. Привлекался в качестве свидетеля по делу об убийстве царской семьи.

## Биография
Родился в крестьянской семье в Путивльском уезде Курской губернии. Правильная фамилия — Чемадуров. Служил в Гвардейском Экипаже. С 1891 года состоял при Великом князе Алексее Александровиче,  генерал-адмирале, дяди императора Николая II. После кончины в 1908 году Великого князя Чемодурова приняли на службу в Царский Дворец.
Мемуарист В. П. Аничков писал, что Чемодуров происходил из крестьян, имел то ли в Полтавской, то ли в Курской губернии хутор, приобретённый на заработанные и сэкономленные деньги — царские камердинеры получали 360 рублей в год, не имея расходов на стол и квартиру, так как это было включено в их условия службы. 
По воспоминаниям Аничкова, Чемодуров гордился своим званием камердинера государя и был предан царской семье, что доказал тем, что не бросил своего хозяина после отречения и ссылки последнего. Он, как и лакей А.Трупп, повар И. М. Харитонов, горничная А. Демидова и врач Е. Боткин, остались  при отрекшемся императоре работать бесплатно. Они добровольно последовали за своим императором в ссылку, в отличие от большинства других. Например, никто из придворных священников, а их насчитывалось 136 человек, не последовал за своей паствой.
После прибытия 30 апреля 1918 года Николая II, его супруги, дочери Марии и небольшого числа сопровождающих их лиц в город Екатеринбург, Т. И. Чемодуров был в числе прочих помещён под арест в доме Ипатьева. 23 мая 1918 года в дом Ипатьева из Тобольска прибыли остальные дети царской четы в сопровождении большой группы слуг и лиц свиты. 24 мая камердинер Чемодуров по болезни был заменён в доме Ипатьева лакеем А. Е. Труппом. «Решил отпустить, – записал в тот день Николай II в дневнике, – Моего старика Чемадурова для отдыха и вместо него взять на время Труппа». Хотя царь отпустил Чемодурова со службы, но советские власти арестовали его и поместили в тюрьму города Екатеринбурга. В тюрьме соседом его по камере оказался другой царский слуга – камердинер императрицы Александры Феодоровны Волков Алексей Андреевич.
Сам Чемодуров своё спасение от расстрела объяснял чудом —  в тюрьму, по его словам, был прислан список лиц, подлежащих расстрелу. Список был большой и на одной странице не уместился, отчего фамилия Чемодурова оказалась написанной на обратной стороне листа. По небрежности тюремного начальства, не проверившего надписи на обратной стороне страницы со списком, Чемодурова не вызвали из камеры на расстрел. Спасли его из тюрьмы чехи, освободившие Екатеринбург от красных.
Аничков писал, что есть и другая версия: Чемодуров состоял в близких отношениях с доктором В. Н. Деревенко, который, по слухам, сотрудничал с большевистской властью — возможно, Чемодуров также давал большевикам информацию о царской семье и комиссары пожалели старика-камердинера за это.
Чемодуров так отзывался о государе: «За время моей почти что 10-летней службы при Государе я хорошо изучил Его привычки и наклонности в домашнем обиходе и по совести могу сказать, что Царь был прекрасным семьянином». О последних днях царской семьи Чемодуров впоследствии говорил: «Он [Царь] как бы окаменел и не выдавал Своего состояния, Государыня страдала и всё молилась».
Чемодуров также объяснил происхождение драгоценных камней, найденных на кострищах в Ганиной яме, тем, что императрица распорядилась зашить их в складках одежды, чтобы их не нашли при обысках, проводившихся неоднократно.

## Реабилитация
16 октября 2009 года Генеральная прокуратура Российской Федерации приняла решение о реабилитации 52 приближённых царской семьи, подвергшихся репрессиям, в том числе Т. И. Чемодурова, как лицо, незаконно лишённое свободы: «30 апреля 1918 г.» его поместили «под арест в Доме особого назначения», а позднее он «был переведен из дома Ипатьева в тюрьму г. Екатеринбурга».